# Martina Bacigalupo
Martina Bacigalupo (Gènova, 1978) és una fotògrafa documental i periodista fotogràfica independent italiana. La major part del seu treball fotogràfic l'ha desenvolupat en països de l'Àfrica de l'Est, especialment a Burundi, tot posant el focus en les persones i l'entorn que els envolta.
Les seves fotografies s'han publicat en diversos mitjans de comunicació i a més s'han presentat en exposicions col·lectives i individuals i en Festivals de Fotografia com a Rencontres de Arles. El seu treball ha estat mereixedor de diferents guardons i reconeixements internacionals, destacant el Premi Cànon a la Dona Periodista Gràfica atorgat per l'Associació Francesa de Dones Periodistes (AFJ) el 2010 pel seu fotoreportatge The Resistance of the Forgotten a Uganda i el Premi FNAC Beca d'Ajuda a la Creació Fotogràfica (França) que va rebre el 2012.
Algunes de les seves sèries fotogràfiques més conegudes són: Burundian Elections, que documenta l'escalada de tensió que es va donar en les eleccions de 2010 a Burundi; Pianissimo, Itàlia (2006); Forbidden, Burundi (2009); The Resistance of the Forgotten (2010); Fiore del Mio Pericolo (Pianissimo, Part Seconda) (2009); The Backyard Women, Burundi (2010); My name is Filda Adoch, Uganda (2012); Gulu Real Art Studio i Without Faces, Uganda (2014).
Des de 2010 és sòcia activa de l'Agence VU a París i està representada per la galeria Grimaldi Gavin de Londres. Els seus treballs fotogràfics s'han publicat, entre molts altres mitjans, al Internazionale, Esquire, Sunday Times Magazine, Elle, Jeune Afrique o a Jo Donna.